# Copa Davis 2013
La Copa Davis 2013, també coneguda com a Davis Cup by BNP Paribas 2013, correspon a la 102a edició del torneig de tennis masculí més important per nacions. 16 equips participaran en el Grup Mundial i més de cent en els diferents grups regionals.

## Grup Mundial
| Equips participants | Equips participants | Equips participants | Equips participants |
| Alemanya            | Argentina           | Àustria             | Bèlgica             |
| Brasil              | Canadà              | Croàcia             | Espanya             |
| Estats Units        | França              | Israel              | Itàlia              |
| Kazakhstan          | Sèrbia              | Suïssa              | Txèquia             |
| ------------------- | ------------------- | ------------------- | ------------------- |

### Quadre
|  | Primera ronda 1 - 3 de febrer              | Primera ronda 1 - 3 de febrer              | Primera ronda 1 - 3 de febrer |                                   |              | Quarts de final 5 - 7 d'abril | Quarts de final 5 - 7 d'abril           | Quarts de final 5 - 7 d'abril |   |   | Semifinals 13 - 15 de setembre | Semifinals 13 - 15 de setembre  | Semifinals 13 - 15 de setembre |  |   | Final 15 - 17 de novembre | Final 15 - 17 de novembre | Final 15 - 17 de novembre |
|  |                                            |                                            |                               |                                   |              |                               |                                         |                               |   |   |                                |                                 |                                |  |   |                           |                           |                           |
|  | Vancouver, Canadà (dura interior)          |                                            |                               |                                   |              |                               |                                         |                               |   |   |                                |                                 |                                |  |   |                           |                           |                           |
|  | 1                                          | Espanya                                    | 2                             |                                   |              |                               |                                         |                               |   |   |                                |                                 |                                |  |   |                           |                           |                           |
|  | 1                                          | Espanya                                    | 2                             | Vancouver, Canadà (dura interior) |              |                               |                                         |                               |   |   |                                |                                 |                                |  |   |                           |                           |                           |
|  |                                            | Canadà                                     | 3                             |                                   |              |                               |                                         |                               |   |   |                                |                                 |                                |  |   |                           |                           |                           |
|  |                                            | Canadà                                     | 3                             |                                   | Canadà       | 3                             |                                         |                               |   |   |                                |                                 |                                |  |   |                           |                           |                           |
|  | Torí, Itàlia (terra batuda interior)       |                                            |                               |                                   | Canadà       | 3                             |                                         |                               |   |   |                                |                                 |                                |  |   |                           |                           |                           |
|  |                                            |                                            | Itàlia                        | 1                                 |              |                               |                                         |                               |   |   |                                |                                 |                                |  |   |                           |                           |                           |
|  | 7                                          | Croàcia                                    | Itàlia                        | 1                                 | 2            |                               |                                         |                               |   |   |                                |                                 |                                |  |   |                           |                           |                           |
|  | 7                                          | Croàcia                                    |                               |                                   | 2            |                               | Belgrad, Sèrbia (terra batuda interior) |                               |   |   |                                |                                 |                                |  |   |                           |                           |                           |
|  |                                            | Itàlia                                     | 3                             |                                   |              |                               |                                         |                               |   |   |                                |                                 |                                |  |   |                           |                           |                           |
|  |                                            |                                            |                               |                                   |              |                               |                                         | Canadà                        | 2 |   |                                |                                 |                                |  |   |                           |                           |                           |
|  | Charleroi, Bèlgica (terra batuda interior) |                                            |                               |                                   |              |                               |                                         | Canadà                        | 2 |   |                                |                                 |                                |  |   |                           |                           |                           |
|  |                                            | 4                                          | Sèrbia                        | 3                                 |              |                               |                                         |                               |   |   |                                |                                 |                                |  |   |                           |                           |                           |
|  | 4                                          | 4                                          | Sèrbia                        | 3                                 | Sèrbia       | 3                             |                                         |                               |   |   |                                |                                 |                                |  |   |                           |                           |                           |
|  | 4                                          | Boise, Estats Units (dura interior)        |                               |                                   | Sèrbia       | 3                             |                                         |                               |   |   |                                |                                 |                                |  |   |                           |                           |                           |
|  |                                            | Bèlgica                                    | 2                             |                                   |              |                               |                                         |                               |   |   |                                |                                 |                                |  |   |                           |                           |                           |
|  |                                            | Bèlgica                                    | 2                             | 4                                 | Sèrbia       | 3                             |                                         |                               |   |   |                                |                                 |                                |  |   |                           |                           |                           |
|  | Jacksonville, Estats Units (dura interior) |                                            |                               | 4                                 | Sèrbia       | 3                             |                                         |                               |   |   |                                |                                 |                                |  |   |                           |                           |                           |
|  |                                            | 6                                          | Estats Units                  | 1                                 |              |                               |                                         |                               |   |   |                                |                                 |                                |  |   |                           |                           |                           |
|  | 6                                          | 6                                          | Estats Units                  | 1                                 | Estats Units | 3                             |                                         |                               |   |   |                                |                                 |                                |  |   |                           |                           |                           |
|  | 6                                          |                                            |                               |                                   | Estats Units | 3                             |                                         |                               |   |   |                                | Belgrad, Sèrbia (dura interior) |                                |  |   |                           |                           |                           |
|  |                                            | Brasil                                     | 2                             |                                   |              |                               |                                         |                               |   |   |                                |                                 |                                |  |   |                           |                           |                           |
|  |                                            |                                            |                               |                                   |              |                               |                                         |                               |   |   |                                |                                 |                                |  |   |                           |                           |                           |
|  |                                            |                                            |                               |                                   |              |                               |                                         |                               |   |   |                                |                                 |                                |  | 4 | Sèrbia                    | 2                         |                           |
|  | Rouen, França (dura interior)              |                                            |                               |                                   |              |                               |                                         |                               |   |   |                                |                                 |                                |  | 4 | Sèrbia                    | 2                         |                           |
|  |                                            | 2                                          | Txèquia                       | 3                                 |              |                               |                                         |                               |   |   |                                |                                 |                                |  |   |                           |                           |                           |
|  |                                            | 2                                          | Txèquia                       | 3                                 | Israel       | 0                             |                                         |                               |   |   |                                |                                 |                                |  |   |                           |                           |                           |
|  |                                            | Buenos Aires, Argentina (terra batuda)     |                               |                                   | Israel       | 0                             |                                         |                               |   |   |                                |                                 |                                |  |   |                           |                           |                           |
|  | 5                                          | França                                     | 5                             |                                   |              |                               |                                         |                               |   |   |                                |                                 |                                |  |   |                           |                           |                           |
|  | 5                                          | França                                     | 5                             |                                   | 5            | França                        | 2                                       |                               |   |   |                                |                                 |                                |  |   |                           |                           |                           |
|  | Buenos Aires, Argentina (terra batuda)     |                                            |                               |                                   | 5            | França                        | 2                                       |                               |   |   |                                |                                 |                                |  |   |                           |                           |                           |
|  |                                            | 3                                          | Argentina                     | 3                                 |              |                               |                                         |                               |   |   |                                |                                 |                                |  |   |                           |                           |                           |
|  |                                            | 3                                          | Argentina                     | 3                                 | Alemanya     | 0                             |                                         |                               |   |   |                                |                                 |                                |  |   |                           |                           |                           |
|  |                                            |                                            |                               |                                   | Alemanya     | 0                             | Praga, República Txeca (dura interior)  |                               |   |   |                                |                                 |                                |  |   |                           |                           |                           |
|  | 3                                          | Argentina                                  | 5                             |                                   |              |                               |                                         |                               |   |   |                                |                                 |                                |  |   |                           |                           |                           |
|  | 3                                          | Argentina                                  | 5                             |                                   |              |                               |                                         |                               |   | 3 | Argentina                      | 2                               |                                |  |   |                           |                           |                           |
|  | Astanà, Kazakhstan (terra batuda interior) |                                            |                               |                                   |              |                               |                                         |                               |   | 3 | Argentina                      | 2                               |                                |  |   |                           |                           |                           |
|  |                                            | 2                                          | Txèquia                       | 3                                 |              |                               |                                         |                               |   |   |                                |                                 |                                |  |   |                           |                           |                           |
|  |                                            | 2                                          | Txèquia                       | 3                                 | Àustria      | 1                             |                                         |                               |   |   |                                |                                 |                                |  |   |                           |                           |                           |
|  |                                            | Astanà, Kazakhstan (terra batuda interior) |                               |                                   | Àustria      | 1                             |                                         |                               |   |   |                                |                                 |                                |  |   |                           |                           |                           |
|  | 8                                          | Kazakhstan                                 | 3                             |                                   |              |                               |                                         |                               |   |   |                                |                                 |                                |  |   |                           |                           |                           |
|  | 8                                          | Kazakhstan                                 | 3                             |                                   | 8            | Kazakhstan                    | 1                                       |                               |   |   |                                |                                 |                                |  |   |                           |                           |                           |
|  | Ginebra, Suïssa (dura interior)            |                                            |                               |                                   | 8            | Kazakhstan                    | 1                                       |                               |   |   |                                |                                 |                                |  |   |                           |                           |                           |
|  |                                            | 2                                          | Txèquia                       | 3                                 |              |                               |                                         |                               |   |   |                                |                                 |                                |  |   |                           |                           |                           |
|  |                                            | 2                                          | Txèquia                       | 3                                 | Suïssa       | 2                             |                                         |                               |   |   |                                |                                 |                                |  |   |                           |                           |                           |
|  |                                            |                                            |                               |                                   | Suïssa       | 2                             |                                         |                               |   |   |                                |                                 |                                |  |   |                           |                           |                           |
|  | 2                                          | Txèquia                                    | 3                             |                                   |              |                               |                                         |                               |   |   |                                |                                 |                                |  |   |                           |                           |                           |

## Play-off Grup Mundial
Els partits del Play-off del Grup Mundial es van disputar el 13 i 15 de setembre de 2013 i hi van participar els vuit equips perdedors de la primera ronda del Grup Mundial contra els vuit equips guanyadors dels Grup I dels tres sectors mundials. L'elecció dels caps de sèrie es va basar en el rànquing de la Copa Davis.
| Seu (superfície)                                               | Equip local   | Resultat | Equip visitant |
| -------------------------------------------------------------- | ------------- | -------- | -------------- |
| Caja Mágica, Madrid, Espanya (terra batuda)                    | Espanya (1)   | 5 − 0    | Ucraïna        |
| MartiniPlaza, Groningen, Països Baixos (terra batuda interior) | Països Baixos | 5 − 0    | Àustria (2)    |
| Stadion Stella Maris, Umag, Croàcia (terra batuda)             | Croàcia (3)   | 1 − 4    | Regne Unit     |
| Patinoire du Littoral, Neuchâtel, Suïssa (dura interior)       | Suïssa (4)    | 4 − 1    | Equador        |
| Ratiopharm Arena, Neu-Ulm, Alemanya (dura interior)            | Alemanya (5)  | 4 − 1    | Brasil         |
| Torwar Arena, Varsòvia, Polònia (terra batuda interior)        | Polònia       | 1 − 4    | Austràlia (6)  |
| Lotto Arena, Anvers, Bèlgica (terra batuda interior)           | Bèlgica (7)   | 3 − 2    | Israel         |
| Ariake Coliseum, Tòquio (Japó) (dura)                          | Japó (8)      | 3 − 2    | Colòmbia       |

## Grups I Mundials
Els partits de la segona ronda dels Grups I dels diferents sectors continentals es van disputar entre el 5 i el 7 d'abril de 2013. Els equips vencedors van accedir al Play-off del Grup Mundial. L'elecció dels caps de sèrie es va basar en el rànquing de la Copa Davis.

### Amèrica
| Seu (superfície)                                            | Equip local  | Resultat | Equip visitant |
| ----------------------------------------------------------- | ------------ | -------- | -------------- |
| Umiña Tennis Club, Manta, Equador (dura)                    | Equador      | 3 − 2    | Xile (1)       |
| Complejo Tenístico Fabiola Zuluaga, Cúcuta, Colòmbia (dura) | Colòmbia (2) | 5 − 0    | Uruguai        |

### Àsia/Oceania
| Seu (superfície)                                                     | Equip local | Resultat | Equip visitant |
| -------------------------------------------------------------------- | ----------- | -------- | -------------- |
| Sport Complex Pahlavon, Namangan, Uzbekistan (terra batuda interior) | Uzbekistan  | 1 − 3    | Austràlia (1)  |
| Ariake Coliseum, Tòquio (Japó) (dura interior)                       | Japó (2)    | 3 − 2    | Corea del Sud  |

### Europa/Àfrica
| Seu (superfície)                                                     | Equip local | Resultat | Equip visitant    |
| -------------------------------------------------------------------- | ----------- | -------- | ----------------- |
| Ricoh Arena, Coventry, Regne Unit (dura interior)                    | Regne Unit  | 3 − 2    | Rússia (1)        |
| Megaron Tennis Club, Dnipropetrovsk, Ucraïna (dura interior)         | Ucraïna     | 3 − 2    | Suècia (2)        |
| Centrum Rekreacyjno-Sportowym, Zielona Góra, Polònia (dura interior) | Polònia     | 3 − 1    | Sud-àfrica (3)    |
| Sala Sporturilor, Cluj Napoca, Romania (terra batuda interior)       | Romania     | 0 − 5    | Països Baixos (4) |